# Marholmen (vid Strömsö, Raseborg)
Marholmen är en ö i Finland. Den ligger i Finska viken och i kommunen Raseborg i den ekonomiska regionen  Raseborg i landskapet Nyland, i den södra delen av landet. Ön ligger omkring 67 kilometer väster om Helsingfors.
Öns area är 2,3 hektar och dess största längd är 230 meter i sydväst-nordöstlig riktning.